# Большое Кривинское
Большое Кривинское — деревня в Макушинском районе Курганской области. До июля 2020 года входила в состав Золотинского сельсовета.

## История
До 1917 года центр Кривинской волости Курганского уезда Тобольской губернии. По данным на 1926 год село Кривинское состояло из 232 хозяйств. В административном отношении являлась центром Кривинского сельсовета Макушинского района Курганского округа Уральской области.

## Население
| 1989 | 2002 | 2010 |
| ---- | ---- | ---- |
| 98   | ↘47  | ↘21  |

По данным переписи 1926 года в селе проживало 1071 человек (528 мужчин и 543 женщины), в том числе: русские составляли 99 % населения.